# Noi siamo angeli (videogioco)
Noi siamo angeli (We Are Angels: Ein Engel Schlägt Zu!) è un videogioco a piattaforme bidimensionale sviluppato dalla software house italiana Simulmondo e pubblicato dalla tedesca ARI Games in Germania e da Admedia, nella collana Interactive Games, in Italia. Il videogioco, creato da una collaborazione fra la ARI Games, la Smile Production e la Simulmondo, è ispirato alla miniserie televisiva Noi siamo angeli, andata in onda nello stesso anno su Rai 1, con protagonisti Bud Spencer e Philip Michael Thomas.
Uscito inizialmente come esclusiva per il mercato tedesco, in seguito venne distribuita un'edizione in lingua italiana, in cui Bud Spencer è doppiato da Sergio Fiorentini (che aveva prestato la voce a Bud nella serie).

## Modalità di gioco
Il gioco è chiaramente pensato per un pubblico giovane e propone meccaniche molto semplici. Il protagonista del gioco, che ha le fattezze di Bud Spencer in stile cartone animato, è il detenuto Bob, in seguito travestitosi da frate con il nome Padre Orso, e dovrà farsi largo fra i nemici a suon di cazzotti. Bob può camminare in orizzontale, saltare, abbassarsi, salire scalette, eliminare i nemici stordendoli con pugni. Ci sono sei livelli attraverso la prigione, le gallerie, la giungla, la villa del boss mafioso e infine il grattacielo, per un totale di 63 schermate. Nel menù principale è inoltre possibile ascoltare le opinioni di Bud Spencer riguardanti la sua carriera svolta fino ad allora con il supporto di immagini o video tratti dai vari film che ha interpretato.